# Offenburger FV
Der Offenburger FV 1907 e. V. ist ein reiner Fußballverein mit rund 372 Mitgliedern (Stand: Juni 2019) aus Offenburg im Westen Baden-Württembergs.

## Geschichte
Der Verein wurde am 20. Juli 1907 als Fußball-Club 1907 Offenburg gegründet. Durch den Zusammenschluss mit dem Fußball-Verein 1910 Offenburg entstand am 8. Februar 1913 der heutige Offenburger Fußballverein. Vielmals wird der OFV noch als FV Offenburg bezeichnet und beschrieben, was aber falsch ist.
Bis zum Ausbruch des Zweiten Weltkrieges konnte der Offenburger FV mehrere Kreisliga- und Bezirksklassen- und Bezirksmeisterschaften erringen. Im Jahr 1938 gelang der Aufstieg in die Gauliga Baden, der damals höchsten deutschen Spielklasse.
In der Nachkriegszeit spielte der Offenburger FV in der 1. Amateurliga Südbaden und gewann dort mehrfach die südbadische Meisterschaft mit anschließender Teilnahme an Aufstiegsspielen zur II. Division (1953, 1954, 1958, 1960 und 1961) bzw. zur Regionalliga Süd (1967), bei denen man jedoch nie einen Aufstiegserfolg erzielen konnte.
1975 konnte man sich als südbadischer Pokalsieger erstmals für den DFB-Pokal qualifizieren und gewann die 1. Hauptrunde gegen den hessischen Vertreter FSV Cappel mit 2:0. In der zweiten Hauptrunde unterlag man Bundesligist Eintracht Frankfurt mit 1:5. Im Jahr 1978 qualifizierte sich der Offenburger FV für die neu gegründete Oberliga Baden-Württemberg. Im DFB-Pokal 1978/79 unterlag man in der ersten Runde beim Zweitligisten FC Augsburg mit 0:4. Bei einer weiteren DFB-Pokalteilnahme 1980/81 mussten die Offenburger in der ersten Hauptrunde beim Zweitligisten Rot-Weiß Oberhausen antreten und unterlagen knapp mit 0:1. Ein Jahr später bekam man in der ersten Runde des DFB-Pokals ein Heimspiel gegen die Reinickendorfer Füchse zugelost und gewann dieses mit 3:0. In der zweiten Runde scheiterte man beim 1. FC Bocholt mit 1:2. Beim DFB-Pokal 1982/83 kam in der ersten Runde Werder Bremen nach Offenburg und man unterlag dem Bundesligisten mit 1:4.
Der größte Erfolg wurde mit dem Gewinn der Deutschen Fußball-Amateurmeisterschaft am 16. Juni 1984 gefeiert. Mit einem 4:1 wurde der SC Eintracht Hamm besiegt. In der Saison 1987/88 erhielt man erneut die Möglichkeit, am DFB-Pokal teilzunehmen. In der ersten Runde traf man auf Borussia Dortmund. In einem dramatischen Spiel erkämpfte man sich nach Verlängerung ein 3:3-Unentschieden (1:1, 2:2). Im damals üblichen Wiederholungsspiel unterlag man in Dortmund mit 0:5.
Nach 13 Jahren ununterbrochener Zugehörigkeit stieg der Offenburger FV 1991 aus der Oberliga Baden-Württemberg ab. 1994 folgte der Abstieg aus der Verbandsliga Südbaden in die Landesliga. Zwei Jahre später scheiterte man in der Relegation am Aufstieg beim SV Endingen mit 1:2 (FC Neustadt 4:0). Es dauerte bis zum Jahr 2001, in dem der OFV in die Verbandsliga aufsteigen konnte (3:2 gegen SV 08 Laufenburg und 4:0 gegen Türkischen SV Konstanz). Dort spielte Offenburg, bedingt durch professionellere Strukturen im Umfeld, sofort eine gute Rolle. Unter dem Ex-Profi und früheren OFV-Spieler Jürgen Hartmann erreichte der Verein zwei Mal die Aufstiegsspiele zur Oberliga, scheiterte aber jeweils. Nach dem Abgang Hartmanns wurde Arnold Brunner zur Saison 2007/08 neuer Trainer. Gleich in seiner ersten Saison gelang es ihm mit seiner Mannschaft die Meisterschaft der Verbandsliga zu erringen und mit dem OFV nach 17 Jahren in die Oberliga zurückzukehren. Jedoch währte das Gastspiel nur ein Jahr, da der Verein als Tabellenletzter umgehend wieder abstieg. In der Saison 2009/10 spielte der Verein somit wieder in der Verbandsliga Südbaden und belegte dort den 2. Platz. In der ersten Relegationsrunde zur Oberliga scheiterte der OFV anschließend am Zweiten der Verbandsliga Baden, dem FC Germania Friedrichstal (1:1 und 2:3). In der darauf folgenden Saison gelang dem Verein dann souverän, bereits drei Spieltage vor Saisonende, der erneute Aufstieg in die Oberliga.
In der Saison 2011/12 sollte es nach Rückzug des VfL Kirchheim/Teck und des Wechsels des FV Illertissen in die neue Regionalliga Bayern zur Saison 2012/13 nur einen sportlichen Absteiger aus der Oberliga geben. Durch einen Schlussspurt mit 10 Punkten aus vier Spielen sicherte sich der OFV am letzten Spieltag den Klassenerhalt. Nach einem 2:0-Erfolg gegen den SV Linx konnte man in derselben Saison zum fünften Mal in der Vereinsgeschichte den Südbadischen Vereinspokal gewinnen und zog damit erstmals nach 25 Jahren wieder in den DFB-Pokal ein, in dem man in der ersten Hauptrunde gegen Zweitligist FC St. Pauli spielte, allerdings 0:3 verlor.
In der folgenden Saison stieg man als 16. wieder in Verbandsliga ab. Arnold Brunner verließ den Verein nach der Saison 2013/14 nach insgesamt 7 Jahren als Cheftrainer mit einem 5. Platz. Aber auch sein Nachfolger Achim Heimburger konnte den Abwärtstrend nicht stoppen. Erst kurz vor dem Saisonende 2014/15 konnte der Verein den Klassenerhalt sichern und beendete die Spielzeit auf dem 8. Platz. Der OFV beendete nach nur einem Jahr die Zusammenarbeit mit Heimburger.
Mit dem ehemaligen OFV Jugendspieler und Ex-Profi Marc Lerandy als neuer Coach kam der Erfolg zurück an die Badstraße. So wurde der OFV in der Premierensaison des Trainers zum insgesamt zwölften Mal Meister der Verbandsliga Südbaden und spielte in der Saison 2016/17 wieder in der Oberliga. Trotz eines Trainerwechsels in Winterpause stieg man allerdings als Siebzehnter wieder ab, so dass die Saison 2017/18 erneut in der Verbandsliga absolviert wurde. Nach fünf Jahren in der Verbandsliga gelang unter Trainer Benjamin Pfahler in der Saison 2021/22 die 13. Verbandsliga-Meisterschaft und der Wiederaufstieg in die Oberliga wurde geschafft. Zwei Jahre später, in der Saison 2023/24, musste man jedoch den bitteren Gang zurück in die Verbandsliga antreten. Und in der darauffolgenden Spielzeit folgte sogar der Abstieg in die Landesliga.

## Ehemalige und gegenwärtige Präsidenten
- 1970–1975: Karl Heitz (1900–1977)

## Kooperation mit dem SC Freiburg
Zwischen dem Offenburger FV und der Fußballschule des SC Freiburg wurde 2006 ein Kooperationsvertrag im Jugendbereich beschlossen. Der OFV wurde zum ersten Stützpunkt des SC Freiburg. Das bedeutet, dass die Trainer auf Lehrgängen und Schulungen beim SCF weitergebildet werden. Spieler, die beim OFV sich durch Leistung empfehlen, wechseln nicht sofort zum SC Freiburg, sondern werden beim OFV weiter ausgebildet. Erst später, wenn sich ein Spieler weiterhin profiliert hat, soll der Vereinswechsel nach Freiburg erfolgen.

## Saisondaten

### Ära der 1. Amateurliga
| Spielzeit | Liga                    | Platz | Anmerkung                                                                                             |
| --------- | ----------------------- | ----- | --- |
| 1950/51   | 1. Amateurliga Südbaden | 07.   | |
| 1951/52   | 1. Amateurliga Südbaden | 01.   | Südbadischer Amateurmeister                                                                           |
| 1952/53   | 1. Amateurliga Südbaden | 01.   | Südbadischer Amateurmeister Teilnahme an Aufstiegsrunde zur II. Division                              |
| 1953/54   | 1. Amateurliga Südbaden | 01.   | Südbadischer Amateurmeister Teilnahme an Aufstiegsrunde zur II. Division                              |
| 1954/55   | 1. Amateurliga Südbaden | 06.   | |
| 1955/56   | 1. Amateurliga Südbaden | 02.   | |
| 1956/57   | 1. Amateurliga Südbaden | 02.   | |
| 1957/58   | 1. Amateurliga Südbaden | 01.   | Südbadischer Amateurmeister Teilnahme an Aufstiegsrunde zur II. Division                              |
| 1958/59   | 1. Amateurliga Südbaden | 04.   | |
| 1959/60   | 1. Amateurliga Südbaden | 01.   | Südbadischer Amateurmeister Teilnahme an Aufstiegsrunde zur II. Division                              |
| 1960/61   | 1. Amateurliga Südbaden | 01.   | Südbadischer Amateurmeister Teilnahme an Aufstiegsrunde zur II. Division                              |
| 1961/62   | 1. Amateurliga Südbaden | 09.   | |
| 1962/63   | 1. Amateurliga Südbaden | 02.   | |
| 1963/64   | 1. Amateurliga Südbaden | 04.   | |
| 1964/65   | 1. Amateurliga Südbaden | 04.   | |
| 1965/66   | 1. Amateurliga Südbaden | 03.   | |
| 1966/67   | 1. Amateurliga Südbaden | 01.   | Südbadischer Amateurmeister Südbadischer Pokalsieger Teilnahme an Aufstiegsrunde zur Regionalliga Süd |
| 1967/68   | 1. Amateurliga Südbaden | 02.   | |
| 1968/69   | 1. Amateurliga Südbaden | 04.   | |
| 1969/70   | 1. Amateurliga Südbaden | 03.   | |
| 1970/71   | 1. Amateurliga Südbaden | 11.   | |
| 1971/72   | 1. Amateurliga Südbaden | 03.   | |
| 1972/73   | 1. Amateurliga Südbaden | 05.   | |
| 1973/74   | 1. Amateurliga Südbaden | 01.   | Südbadischer Amateurmeister                                                                           |
| 1974/75   | 1. Amateurliga Südbaden | 01.   | Südbadischer Amateurmeister                                                                           |
| 1975/76   | 1. Amateurliga Südbaden | 04.   | 2. Runde DFB-Pokal                                                                                    |
| 1976/77   | 1. Amateurliga Südbaden | 08.   | |
| 1977/78   | 1. Amateurliga Südbaden | 06.   | Qualifiziert für die neugegründete Oberliga                                                           |

### Oberliga, Verbandsliga und Landesliga
| Spielzeit | Liga                          | Platz | Anmerkung                                                          |
| 1978/79   | Oberliga Baden-Württemberg    | 05.   | 1. Runde DFB-Pokal                                                 |
| 1979/80   | Oberliga Baden-Württemberg    | 05.   |                                                                    |
| 1980/81   | Oberliga Baden-Württemberg    | 06.   | 1. Runde DFB-Pokal                                                 |
| 1981/82   | Oberliga Baden-Württemberg    | 06.   | Südbadischer Pokalsieger 2. Runde DFB-Pokal                        |
| 1982/83   | Oberliga Baden-Württemberg    | 02.   | 1. Runde DFB-Pokal Halbfinale Deutsche Amateurmeisterschaft        |
| 1983/84   | Oberliga Baden-Württemberg    | 02.   | Deutscher Fußball-Amateurmeister                                   |
| 1984/85   | Oberliga Baden-Württemberg    | 04.   |                                                                    |
| 1985/86   | Oberliga Baden-Württemberg    | 10.   |                                                                    |
| 1986/87   | Oberliga Baden-Württemberg    | 02.   | Südbadischer Pokalsieger, Halbfinale Deutsche Amateurmeisterschaft |
| 1987/88   | Oberliga Baden-Württemberg    | 11.   | 1. Runde DFB-Pokal                                                 |
| 1988/89   | Oberliga Baden-Württemberg    | 06.   |                                                                    |
| 1989/90   | Oberliga Baden-Württemberg    | 05.   |                                                                    |
| 1990/91   | Oberliga Baden-Württemberg    | 17.   | Abstieg                                                            |
| 1991/92   | Verbandsliga Südbaden         | 09.   |                                                                    |
| 1992/93   | Verbandsliga Südbaden         | 09.   |                                                                    |
| 1993/94   | Verbandsliga Südbaden         | 14.   | Abstieg                                                            |
| 1994/95   | Landesliga Südbaden Staffel I | 09.   |                                                                    |
| 1995/96   | Landesliga Südbaden Staffel I | 02.   |                                                                    |
| 1996/97   | Landesliga Südbaden Staffel I | 04.   |                                                                    |
| 1997/98   | Landesliga Südbaden Staffel I | 08.   |                                                                    |
| 1998/99   | Landesliga Südbaden Staffel I | 04.   |                                                                    |
| 1999/2000 | Landesliga Südbaden Staffel I | 05.   |                                                                    |
| 2000/01   | Landesliga Südbaden Staffel I | 02.   | Aufstieg                                                           |
| 2001/02   | Verbandsliga Südbaden         | 06.   |                                                                    |
| 2002/03   | Verbandsliga Südbaden         | 04.   |                                                                    |
| 2003/04   | Verbandsliga Südbaden         | 02.   |                                                                    |
| 2004/05   | Verbandsliga Südbaden         | 04.   |                                                                    |
| 2005/06   | Verbandsliga Südbaden         | 03.   |                                                                    |
| 2006/07   | Verbandsliga Südbaden         | 02.   |                                                                    |
| 2007/08   | Verbandsliga Südbaden         | 01.   | Südbadischer Amateurmeister, Aufstieg                              |
| 2008/09   | Oberliga Baden-Württemberg    | 18.   | Abstieg                                                            |
| 2009/10   | Verbandsliga Südbaden         | 02.   |                                                                    |
| 2010/11   | Verbandsliga Südbaden         | 01.   | Südbadischer Amateurmeister, Aufstieg                              |
| 2011/12   | Oberliga Baden-Württemberg    | 13.   | Südbadischer Pokalsieger                                           |
| 2012/13   | Oberliga Baden-Württemberg    | 16.   | 1. Runde DFB-Pokal, Abstieg                                        |
| 2013/14   | Verbandsliga Südbaden         | 05.   |                                                                    |
| 2014/15   | Verbandsliga Südbaden         | 08.   |                                                                    |
| 2015/16   | Verbandsliga Südbaden         | 01.   | Südbadischer Amateurmeister, Aufstieg                              |
| 2016/17   | Oberliga Baden-Württemberg    | 17.   | Abstieg, 1. Runde Landespokal Südbaden                             |
| 2017/18   | Verbandsliga Südbaden         | 08.   | Viertelfinale Landespokal Südbaden                                 |
| 2018/19   | Verbandsliga Südbaden         | 03.   | Achtelfinale Landespokal Südbaden                                  |
| 2019/20   | Verbandsliga Südbaden         | 02.   | 2. Runde Landespokal Südbaden                                      |
| 2020/21   | Verbandsliga Südbaden         | 03.   | Viertelfinale Landespokal Südbaden                                 |
| 2021/22   | Verbandsliga Südbaden         | 01.   | Aufstieg, Viertelfinale Landespokal Südbaden                       |
| 2022/23   | Oberliga Baden-Württemberg    | 12.   | Achtelfinale Landespokal Südbaden                                  |
| 2023/24   | Oberliga Baden-Württemberg    | 18.   | Abstieg, Achtelfinale Landespokal Südbaden                         |
| 2024/25   | Verbandsliga Südbaden         | 15.   | Abstieg                                                            |

## Erfolge

### Meisterschaft
- Deutscher Fußball-Amateurmeister 1984
- Oberrheingaumeister 1916 (Herbst)
- Bezirksklassen-Meister 1921, 1934, 1935, 1938
- Kreisliga-Meister Südbaden 1925, 1927, 1931, 1932
- Südbadischer Meister 1952, 1953, 1954, 1958, 1960, 1961, 1967, 1974, 1975, 2008, 2011, 2016, 2022
- 9 Teilnahmen an den Aufstiegsspielen zur 2. Süddeutschen Liga/Regionalliga
- 3 Teilnahmen an den Endrunden zur Deutschen Fußball-Amateurmeisterschaft
- 3 Teilnahmen an den Endrunden zur Süddeutschen Fußball-Amateurmeisterschaft
- Rang 13 in der Ewigen Tabelle der Fußball-Oberliga Baden-Württemberg

### Pokal
- Südbadischer Pokalsieger 1961, 1967, 1982, 1987, 2012
- Südbadischer Pokalfinalist 1948, 1959, 1972, 1978, 1981, 1985, 1988, 2009
- 7 Teilnahmen am DFB-Pokalwettbewerb

## Trainer
- 1920–1923: Ernst Hollstein
- 1924–1926: Hermann Weber, Fritz Kläger, Heinz Mölders
- 1927–1928: Ernst Hollstein
- 1928–1944: Fritz Kläger
- 1945–1947: Eugen Bruder
- 1947–1948: Fritz Kläger
- 1948–1948: Sepp Moser
- 1949–1949: Karl Grigutsch
- 1949–1949: Herbert Zippel
- 1949–1950: Ernst Willimowski
- 1950–1950: Herbert Zippel
- 1950–1951: Adolf Rimeck
- 1951–1955: Fritz Kläger
- 1955–1964: Heinz Trenkel
- 1964–1966: Hermann Lipps
- 1966–1967: Heinz Trenkel/Hans Müller
- 1967–1968: Heinz Trenkel
- 1968–1969: Erhard Palm
- 1969–1970: Erhard Palm/Hans Müller
- 1970–1971: Hermann Lipps
- 1971–1975: Hans Cieslarczyk
- 1975–1977: Lutz Hangartner
- 1978–1979: Anton Rudinski
- 1979–1980: Hans Cieslarczyk
- 1980–1981: Jupp Becker
- 1981–1981: Paul Leinz
- 1981–1983: Klaus Blawert
- 1983–1983: Manfred Krafft
- 1983–1983: Rolf Müller
- 1983–1984: Karl-Heinz Bente
- 1984–1985: Alfred Metzler
- 1985–1985: Bernd Schmider
- 1985–1985: Heinz Sartor
- 1986–1987: Anton Rudinski
- 1987–1988: Bernd Schmider
- 1988–1989: Rudi Kröner
- 1989–1990: Lothar Strehlau
- 1990–1990: Anton Rudinski
- 1991–1991: Octavian Popescu
- 1991–1991: Hans Cieslarczyk
- 1991–1993: Werner Hafner
- 1993–1993: Bora Markovic
- 1993–1994: Peter Grasmann
- 1994–1996: Jürgen Marek
- 1997–1998: Karl-Heinz Schmidt
- 1998–1999: Thomas Leberer
- 1999–1999: Siggi Spinner
- 1999–2000: Thomas Leberer
- 2000–2002: Otmar Bürgelin
- 2002–2007: Jürgen Hartmann
- 2007–2014: Arnold Brunner
- 2014–2015: Martin Heimburger
- 2015–2017: Marc Lerandy
- 2017–2018: Kai Eble
- 2018–2020: Florian Kneuker
- 2020–2022: Benjamin Pfahler
- 2022–02/2025: Sascha Ruf
- seit 02/2025: Michael Kovacs

## Ehemalige Spieler
- Lorenz Huber (1906–1989), ehemaliger Nationalspieler
- Karl-Heinz Bente, ehemaliger Bundesligaprofi
- Hans Cieslarczyk, ehemaliger Nationalspieler
- Karl-Heinz Handschuh, ehemaliger Bundesligaprofi
- Jürgen Hartmann, ehemaliger Bundesligaprofi
- Michael Hertwig, ehemaliger Bundesligaprofi
- Tufan Kelleci, Fußballprofi in der Türkei
- Timo Reus, ehemaliger Bundesligaprofi
- Sascha Riether, ehemaliger Bundesligaprofi und Nationalspieler
- Jonathan Schmid, ehemaliger Bundesligaprofi
- Bernd Schmider, ehemaliger Bundesligaprofi
- Otto Schroff, ehemaliger Amateur-Nationalspieler
- Wilfried Trenkel, ehemaliger Jugendnationalspieler, ehemaliger Bundesligaprofi
- Martin Wagner, ehemaliger Bundesligaprofi und Nationalspieler
- Ernst Willimowski, ehemaliger polnischer und deutscher Nationalspieler, (von 1950 bis 1952 beim OFV).
- Frank Wormuth, Leiter der Fußballlehrerausbildung an der Hennes-Weisweiler-Akademie des Deutschen Fußball-Bundes (DFB) und Trainer der U 20-Nationalmannschaft

## Stadion
Der Offenburger FV trägt seine Heimspiele in dem nach dem früheren Oberbürgermeister (1948–1975) Karl Heitz (1900–1977) benannten Karl-Heitz-Stadion aus. Das reine Fußballstadion fasst rund 15.000 Zuschauerplätze, von denen 10.000 durch den DFB zugelassen sind. Außerdem sind 500 davon überdachte Sitzplätze.